# Réunions fodboldlandshold
Réunions fodboldlandshold repræsenterer Réunion i fodboldturneringer og kontrolleres af Réunions fodboldforbund.